# Maria Kecskési

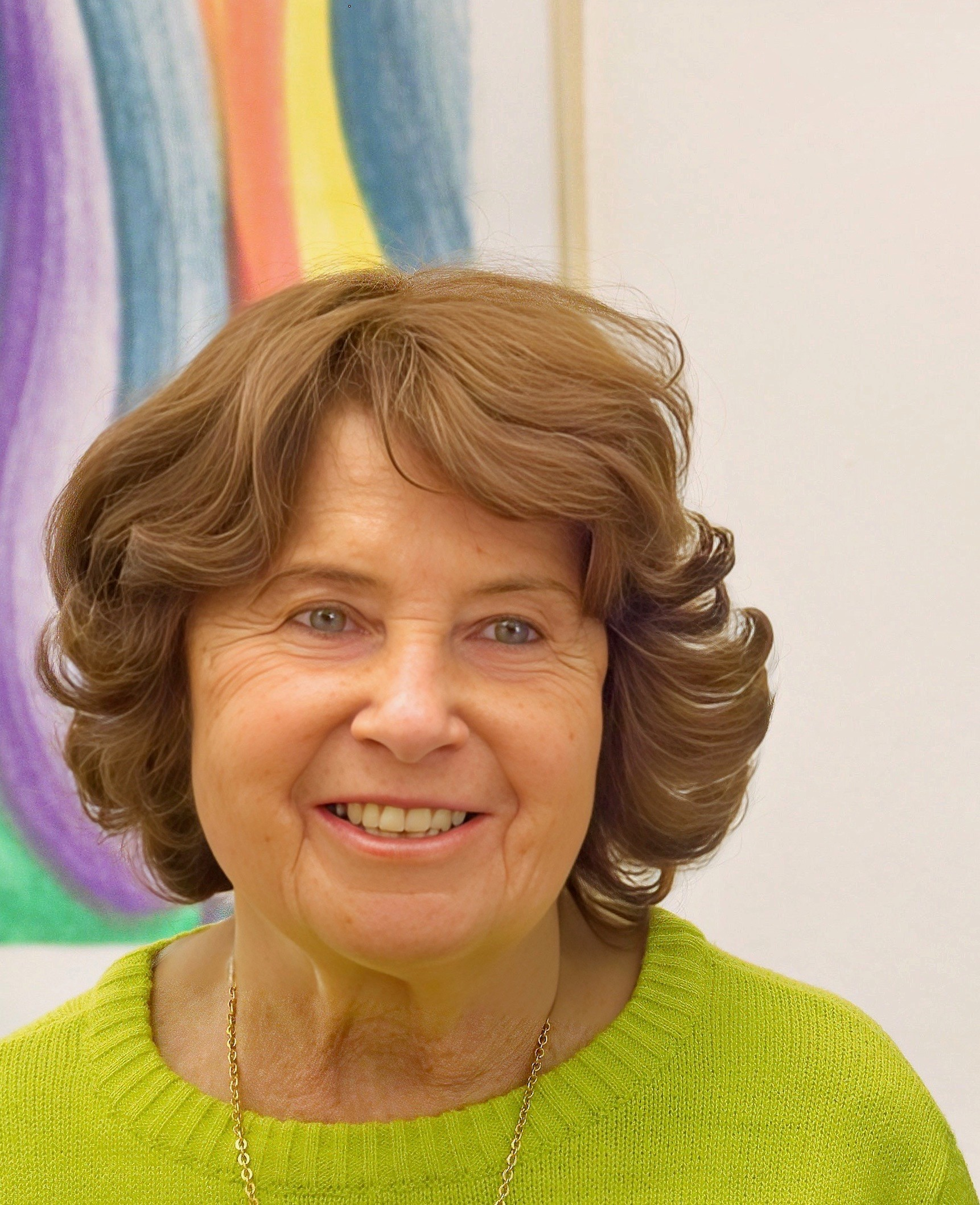
Maria Kecskési (2018). Foto: Kristina Kanaan

Maria Kecskési (* 1. Juli 1935 in Budapest als Maria Lanyi; † 16. September 2019 in München) war eine ungarisch-deutsche Ethnologin. Spezialisiert auf afrikanische Ethnologie und Kunstgeschichte war sie Kuratorin zahlreicher Ausstellungen über Afrikanische Kunst und langjährige Leiterin der Abteilung Subsaharisches Afrika im Staatlichen Museum für Völkerkunde München. Bis zu ihrer Pensionierung im Jahr 2000 war sie eine der prägendsten Expertinnen für Afrikanische Kunst in Europa.

## Leben
Maria Kecskési wuchs in Ungarn auf, wo ihre Familie als "Klassenfeind" galt, was ihr zunächst ein Universitätsstudium verwehrte. Sie erlernte stattdessen den Beruf der technischen Zeichnerin. Während der ungarischen Revolution 1956 flüchtete sie nach Wien, wo sie Asyl erhielt und 1957 ein Studium der Völkerkunde und Urgeschichte begann. Im Jahr 1970 schloss sie ihr Studium an der Universität Wien mit ihrer Promotion bei Walter Hirschberg und Josef Haekel ab.
Nach ihrem Studium begann Maria Kecskési 1967 ihre Tätigkeit am Staatlichen Museum für Völkerkunde München (heute Museum Fünf Kontinente). Ihre berufliche Laufbahn umfasste dort folgende Stationen:
- 1967: Wissenschaftliche Angestellte
- 1972 - 2000: Konservatorin und Leiterin der Abteilung "Subsahara-Afrika"
- 1978–1993: Stellvertretende Direktorin des Museums

Als Kuratorin der Afrika-Abteilung trug Kecskési maßgeblich zur systematischen Dokumentation und Interpretation der afrikanischen Sammlungen des Museums bei, was die wissenschaftliche Grundlage für zukünftige Forschungen und Ausstellungen bildet. Ein besonderes Verdienst Kecskésis war es, durch ihre Ausstellungskooperationen mit Kolleginnen und Kollegen in wichtigen Museen in den USA, in der Schweiz, in Frankreich und in Italien, die Münchner Afrika-Sammlung weltweit bekannt zu machen und ihr breite internationale Anerkennung zu verschaffen.
Maria Kecskési verband mit dem ungarisch-deutschen Ethnologen László Vajda eine jahrzehntelange intensive Arbeitsbeziehung.
Verheiratet war Maria Kecskési mit dem Schriftsteller Tibor Kecskési Tollas, mit dem sie drei Kinder hatte.

## Beiträge zur Ethnologie und zur afrikanischen Kunstgeschichte
Kecskési leistete wichtige Beiträge zur Erforschung und Dokumentation ostafrikanischer Kulturen, insbesondere der Matengo und Mwera in Tansania. Ihre Arbeit half, die These der angeblichen "Kunstarmut" Ostafrikas zu widerlegen, indem sie die reichen kulturellen und visuellenTraditionen der Region hervorhob. Ihre Forschungen und Publikationen trugen vor allem aber auch dazu bei, ethnografisches Wissen ins Herkunftsland zurückzuführen und somit einen wichtigen Beitrag zur Bewahrung und Verbreitung kulturellen Erbes zu leisten. Sie arbeitete dabei mit Missionsbenediktinern aus Bayern und Tansania zusammen, die Pionierarbeit in der Erforschung der Matengo und Mwera geleistet hatten.
Als Museumskuratorin war Kecskési maßgeblich an der Präsentation und Interpretation afrikanischer Werke beteiligt. Sie folgte dabei dem Trend, diese Objekte als Kunstwerke zu betrachten und nicht nur als ethnographische Artefakte. Kecskési erlangte bei der Popularisierung und Wertschätzung afrikanischer Kunst in der zweiten Hälfte des 20. Jahrhunderts in Deutschland eine wichtige Schlüsselrolle. Kecskési drehte bei ihren Feldforschungen auch einige dokumentarische Kurzfilme, vornehmllch zur Töpferei in Tansania.

## Forschung und Publikationen
Kecskésis Forschungsschwerpunkte lagen in West- und Ostafrika, mit besonderem Fokus auf Kunstethnologie, materielle Kultur, Landwirtschaft und Religionsethnologie. Sie kuratierte zahlreiche Ausstellungen, darunter ihre erste große Ausstellung über afrikanische Kunst im Jahr 1976 in München. Ihre Publikationen und Ausstellungskataloge gelten als wichtige Referenzwerke für Studierende und Forscher im Bereich der Afrika-Kunstgeschichte. Zu ihren wichtigsten Publikationen gehören:
- 1969: Der Yamsbau in Westafrika. Seine Bedeutung im wirtschaftlichen und religiösen Leben. Dissertation an der Universität Wien
- 1982: Kunst aus dem alten Afrika. Innsbruck - Frankfurt/Main
- 1987: African Masterpieces and Selected Works from Munich: The Staatliches Museum für Völkerkunde München - New York
- 1987: Iba N´Diaye: Gemälde - Lavierungen - Zeichnungen. Katalog zur Ausstellung im Staatlichen Museum für Völkerkunde München und in der Chapelle des Jésuites Nimes. Hirmer-Verlag München
- 1997: Afrikanische Masken. Das zweite Gesicht (mit Iris Hahner-Herzog und Làszlò Vajda). München - London - New York
- 1999:Kunst aus Afrika - Themen der Künstler. Ausstellungskatalog des Staatlichen Museums für Völkerkunde München. München - London - New York
- 2010: Die Matengo in Südwest Tansania (Englische Ausgabe: "Matengo in Southwestern Tanzania – History, Traditions, Development", 2019)
- 2012: Die Mwera in Südost-Tansania – Eine Quellenedition basierend auf den Arbeiten der Missionsbenediktiner OSB Joachim Ammann und OSB Meinulf Küsters aus den 1920er-Jahren.
- 2016: Pangolin Oracles in Southern Tanzania With Notes on Other Roles Played by the Scaly Anteater in Africa. in: Tribal Art Magazine XX:2, no. 79. (2016): 92-105.